# Ruth Wiederhold

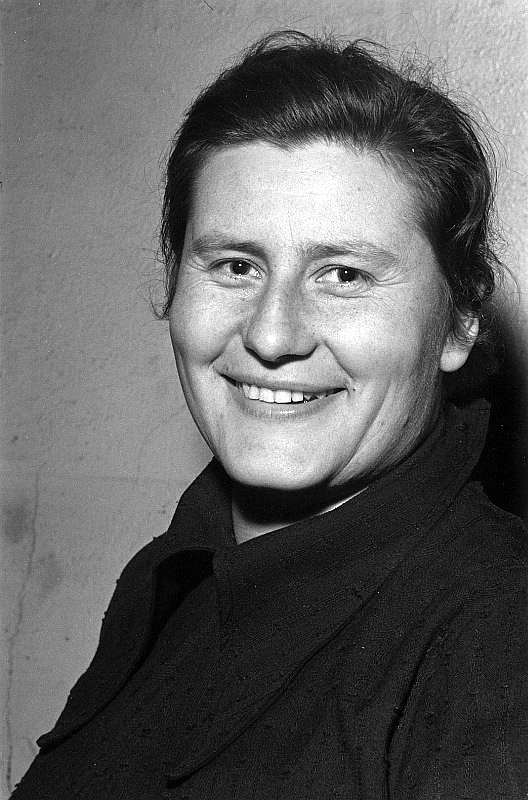
Ruth Wiederhold 1954

Ruth Wiederhold (* 20. August 1923 in Leipzig; † 4. Februar 2022) war eine deutsche Leichtathletin, die in allen Wurfdisziplinen antrat. Ihre größten Erfolge erreichte sie im Diskuswurf.

## Leben
In den Jahren 1949, 1951, 1953 und 1954 war sie DDR-Meisterin im Diskuswurf. 1950, 1952 und 1955 belegte sie jeweils den zweiten Platz, 1956 und 1957 erreichte sie den dritten Platz. Außerdem war sie 1951, 1952 und 1954 Meisterschaftszweite im Kugelstoßen; 1950 belegte sie den vierten Platz im Speerwurf. Von 1951 bis 1957 trat Ruth Wiederhold bei sieben Länderkämpfen im Nationaltrikot der DDR an. Bei den U.I.E.-Sportwochen, der Universiade des Ostblocks, belegte sie 1951 den vierten Platz im Diskuswurf.
Ruth Wiederhold verbesserte von 1950 mit 39,16 m bis 1954 mit 44,06 m sechsmal den DDR-Rekord im Diskuswurf, am 19. Mai 1951 übertraf sie mit 40,15 m als erste Werferin der DDR die 40-Meter-Marke. Ihre persönliche Bestweite erreichte sie 1958 mit 46,16 m, mit der Kugel erreichte sie 1957 12,82 m. Wiederhold startete zuerst für Empor Leipzig Lindenau, danach für Konsum Leipzig, dann wieder für Empor Leipzig Lindenau und später für den SC Rotation Leipzig.
Sie lebte in Leipzig und nahm bis 2002 an Wettkämpfen teil.
Sie wurde auf dem Leipziger Südfriedhof beerdigt.